# Charles Herbert Lightoller
Charles Herbert Lightoller (Chorley (Lancashire), 30 maart 1874 – Londen, 8 december 1952) was de Tweede Stuurman van de RMS Titanic.
Zijn familie was rijk geworden in de wolhandel en bezat een eigen windmolen. Een maand na zijn geboorte stierf zijn moeder, Sarah Lightoller, en binnen een jaar stierven ook een van zijn zusjes en zijn opa. Hierna bleef zijn vader achter om voor Charles en voor zijn overige zusjes te zorgen. Zijn vader kon dit niet aan en verliet de kinderen om in Nieuw-Zeeland een nieuw leven te beginnen. De kinderen werden opgevoed door een oom en tante. 

## Biografie

### Jeugd
Na een niet al te fijne jeugd, waarin zijn oom en tante Charles de kinderen nooit goed behandelden vanwege de grote lasten die ze kregen met de hun, besloot Charles om op 13-jarige leeftijd te gaan werken in de scheepvaart. Hij werd leerling op het schip de “Primrose Hill”. Op de Primrose Hill kreeg hij te maken met vrieskou, scheurbuik en gebrek aan voedsel. Tevens kreeg hij op de Primrose Hill voor het eerst te maken met ijsbergen, iets waarmee hij een aantal jaren later opnieuw te maken zou krijgen, maar dan vele malen erger.

### Carrière
Het volgende schip waarop Charles diende was de Holt Hill met als kapitein Jock Sutherland. Hij leerde er veel en kreeg te maken met grote stormen die veel verwoestingen aanrichtten. Op 13 november 1889 waren de verwoestingen zo erg dat Charles en de andere overlevenden 8 dagen vast zaten op het verlaten eiland St. Paul in de Indische oceaan, met amper voedsel. De overlevenden werden opgepikt door de Coorong en werden voor verzorging naar Australië gebracht. Vanaf daar keerde hij met de Duke of Abercorn terug naar Engeland om vervolgens opnieuw met de Primrose Hill te gaan varen. Na een cycloon te hebben overleefd ontving hij zijn tweede officiersdiploma. Hij werd daarna derde officier op de Knight of Saint Michael. Op dit schip kreeg hij te maken met een grote brand. Charles zorgde voor hulp en werd hierdoor gepromoveerd tot tweede officier. 
Na harde jaren op verschillende zeilschepen, werd het tijd om aan boord te stappen op stoomschepen. In 1895 was het zover; hij ging 3 jaar werken bij de rederij “Elder Dempster’s African Royal Mail Service”. Hij reisde vooral met het schip de 'Niagara'. Tijdens deze 3 jaar kreeg hij malaria, waaraan hij bijna stierf. Hierdoor besloot hij na veel turbulente jaren om te stoppen met de scheepvaart.
Hij ging zijn geluk beproeven tijdens de goudkoorts. In 1898 vertrok hij naar Canada om naar goud te zoeken. Dit was geen succes en aangezien hij geen geld had stierf hij bijna aan hongersnood. Hij ging daarom als cowboy werken in het westen van Canada. Na wat geld te hebben gespaard begon hij terug te reizen naar Engeland.
In Engeland aangekomen besloot hij om toch maar weer op zee te gaan. Hij ging werken bij de rederij “Greensheilds & Cowie” en verkreeg daar zijn masterdiploma. In januari 1900 werd Charles aangenomen bij de White Star Line. Hij werd opnieuw werkzaam op een schip dat op Australië voer. Op een van zijn reizen naar Australië ontmoette hij Sylvia Hawley-Wilson. Ze trouwden nog voor dat ze terug in Engeland waren en zouden in totaal 5 kinderen krijgen: Roger, Trevor, Marvis, Doreen en Brian. 

### Titanic
Hij kreeg in de jaren vanaf dat hij bij de White Star Line werkte veel ervaring en werd een erkend zeeman. Lang voer hij op de “Majestic” onder leiding van kapitein Smith. Toen hij overgezet werd op de Oceanic werd hij gepromoveerd tot derde officier. Hier ontmoette hij Joseph Groves Boxhall, een jonge officier die hij later opnieuw zou tegenkomen op de RMS Titanic. In 1907 werd hij opnieuw gepromoveerd. Dit keer tot tweede officier, om daarna gepromoveerd te worden tot eerste officier op de Majestic en om daarna terug te gaan naar de Oceanic als eerste officier. Deze status behield hij totdat hij werd overgeplaatst naar de Titanic, samen met collega’s David Blair, Herbert John Pitman en Moody. Hij werd Eerste Stuurman op het nieuwe schip, maar een paar dagen voor vertrek vonden er nog wat verschuivingen plaats. Murdoch's positie als Hoofd Officier werd ingenomen door Henry Tingle Wilde, die speciaal van de Olympic werd gehaald, waardoor Murdoch op zijn beurt Lightollers positie als Eerste Stuurman overnam en Lightoller Blair verving als Tweede Stuurman. Blair werd hierdoor van de Titanic afgehaald en was hierdoor erg verontwaardigd. Er gaan geruchten dat hij, uit woede, de verrekijkers uit het kraaiennest liet verdwijnen, waardoor men aan boord van de Titanic geen verrekijkers had. Dit zijn echter geruchten en het bleek dat hij per ongeluk de sleutels had meegenomen van de kluis aan boord, waar de verrekijkers in opgeborgen waren.
Ondanks zijn degradatie bleef Lightoller aan boord om de eerste reis van de Titanic mee te maken. Hij wist niet dat hij opnieuw met een ramp te maken zou krijgen, een ramp die hij op wonderbaarlijke wijze toch weer wist te overleven. Saillant detail: toen de Titanic vanuit Belfast in Southampton aankwam in de nacht op 4 april, was zijn vrouw Sylvia aan boord van een klein zeilschip dat door de onverwacht grote boeggolven van het gigantische schip bijna omsloeg en ook bijna door hen overvaren was. Kapitein Smith zag dat het vaartuig te dichtbij kwam en liet de misthoorn van de Titanic blazen om ze te waarschuwen om opzij te gaan. Dit feitelijk eerste incident waar de Titanic bij betrokken was, is nauwelijks bekend. Lightoller kwam nooit te weten dat het zijn eigen vrouw was die met een nicht was komen kijken naar de aankomst van het grote schip. Hij had het incident met veel ergernis verteld aan Sylvia aan het ontbijt, maar zij reageerde er nauwelijks op en haar man zou nooit weten dat zij de pleziervaarder was die de Titanic had laten brullen, dit verhaal vertelde ze pas 10 jaar na zijn dood.
De ramp met de Titanic en de nasleep van het hele gebeuren grepen Lightoller hard aan en hij had een jaar nodig om er weer bovenop te komen. Hij werkte daarna nog enkele jaren bij de White Star Line, voornamelijk op de Oceanic, totdat het schip op 8 september 1914 vastliep en verlaten moest worden, met pijn in het hart voor Lightoller, aangezien hij een groot deel van zijn carrière op dit schip had doorgebracht. Drie weken na het vastlopen brak het schip tijdens een storm doormidden en verging.

### Eerste Wereldoorlog
Tijdens de Eerste Wereldoorlog kreeg hij het commando over een torpedoboot, de HMTB 117. Hij werd opnieuw gepromoveerd. Hij bleef enkele jaren met de torpedoboot varen om vervolgens op de “Garry” te gaan varen. Na de oorlog wilde hij weer terug naar de White Star Line, maar hij ontdekte al snel dat dit moeilijk was. Het feit dat hij op de Titanic geweest was, drukte een zwart stempel op zijn carrière. Hij stopte daarom ook definitief met de scheepvaart in 1918. Hij werd nooit bedankt voor zijn inzet.

### Latere leven
Hij hield na zijn carrière in de scheepvaart kippen en opende een pension, beide met redelijke successen. Vlak voor de Tweede Wereldoorlog, in juni 1939, werd Lightoller om hulp gevraagd met zijn familieschip, de “Sundowner”. Hij en zijn vrouw moesten spionagewerk doen, door als toeristen met het schip naar de Duitse kust te varen om er foto’s te maken. Hoewel er niet veel met de foto’s en de overige gegeven informatie werd gedaan, was de marine toch erg dankbaar. In juni 1940 werd Lightoller opnieuw gevraagd voor een missie. Hij deed mee aan Operatie Dynamo. Dit keer moest hij met de Sundowner zo’n 130 gevangen Franse en Britse soldaten zien te redden. Hoewel het schip nooit meer dan 21 man had gedragen, slaagde de toen 66-jarige Lightoller erin om de 130 man op de kleine boot mee te nemen.
Na deze missie bleef Lightoller zich inzetten tijdens de Tweede Wereldoorlog. Hij ging bij de marine en kwam in dienst bij de British Home Guard. Na de oorlog verhuisde Charles met zijn gezin naar Twickenham om er een bootverhuur te openen met de naam “Richmond Shipways”. Hij runde dit bedrijf samen met zijn zoon Trevor.
Charles Herbert Lightoller overleed op 78-jarige leeftijd, in zijn slaap, op 8 december 1952.